# Francesca Jones (Tennisspielerin)
Francesca Jones (* 19. September 2000 in Bradford) ist eine britische Tennisspielerin.

## Karriere
Jones hat mit sechs Jahren das Tennisspielen begonnen und spielt vor allem auf dem ITF Women’s World Tennis Tour, auf der sie bislang neun Titel im Einzel gewinnen konnte.
Sie wurde mit dem seltenen EEC-Syndrom geboren, sie hat acht Finger und sieben Zehen.

## Turniersiege

### Einzel
| Nr. | Datum            | Turnier       | Kategorie      | Belag        | Finalgegnerin            | Ergebnis       |
| --- | ---------------- | ------------- | -------------- | ------------ | ------------------------ | -------------- |
| 1.  | 4. November 2017 | Asuncion      | ITF $15.000    | Sand         | Fernanda Brito           | 6:3, 7:60      |
| 2.  | 21. April 2018   | Villa Dolores | ITF $15.000    | Sand         | Victoria Bosio           | 4:6, 6:4, 6:2  |
| 3.  | 29. Juli 2018    | Tampere       | ITF $15.000    | Sand         | Bojana Marinkovic        | 6:2, 7:62      |
| 4.  | 9. Juni 2019     | Minsk         | ITF W25        | Sand         | Stephanie Wagner         | 6:3, 1:6, 6:2  |
| 5.  | 16. Juni 2019    | Minsk         | ITF W25        | Sand         | Jaqueline Adina Cristian | 7:66, 4:6, 6:1 |
| 6.  | 18. Juli 2021    | Biarritz      | ITF W60        | Sand         | Oxana Selechmetjewa      | 6:4, 7:64      |
| 7.  | 26. Mai 2024     | Grado         | ITF W75        | Sand         | Kathinka von Deichmann   | 6:1, 7:5       |
| 8.  | 30. März 2025    | Vacaria       | ITF W75        | Sand (Halle) | Léolia Jeanjean          | 1:6, 6:4, 6:1  |
| 9.  | 11. Mai 2025     | Prag          | ITF W75        | Sand         | Ena Shibahara            | 6:3, 6:4       |
| 10. | 13. Juli 2025    | Contrexéville | WTA Challenger | Sand         | Elsa Jacquemot           | 6:4, 7:62      |
| 11. | 27. Juli 2025    | Palermo       | WTA Challenger | Sand         | Anouk Koevermans         | 6:3, 6:2       |